# Cal·lírroe (novel·la)
Cal·lírroe, també coneguda com Les aventures de Quèreas i Cal·lírroe (en grec antic Τῶν Περὶ Χαιρέαν Καὶ Καλλιρρόην) o, simplement, Quèreas i Cal·lírroe, és una novel·la grega de vuit capítols escrita per Caritó d’Afrodísias a l'època hel·lenística. L’obra descriu les aventures de dos joves enamorats de Siracusa i està datada entre les acaballes del segle I dC i la primeria del II dC.
La datació és controvertida, però se suposa que fou escrita durant el segle I dC. L’obra s'emmarca en el gènere de novel·la històrica, car l’acció té lloc en un temps i en un espai reals, i els personatges interactuen amb figures històriques.

## Trama
La història té lloc a Siracusa vora l’any 400 aC, quan Quèreas s'enamora de la bella Cal·lírroe, filla d'Hermòcrates, un heroi de la Guerra del Peloponnès i la figura política més important de la ciutat. Ambdós es casen, però els pretendents despitats de la jove conspiren perquè Quèreas pensi que ella li ha estat infidel, per la qual cosa el jove s'enfada i agredeix Cal·lírroe, i la deixa inconscient, gairebé morta. Hi ha un funeral i és tancada en una tomba, però just quan uns pirates miraven de robar-hi, ella es desperta i els espanta. Tanmateix, la segresten i la venen com a esclava a Milet. El nou amo, Dionisi, se n’enamora i s'hi casa sense que ella li digui que ja estava casada amb Quèreas ni que n'espera un fill. Com a resultat, Dionisi creu que el fill que Cal·lírroe dona a llum és seu. Mentrimentres, Quèreas s'assabenta que és viva i la cerca, però és capturat i esclavitzat. La situació dels amants crida l’atenció del rei de Pèrsia Artaxerxes, que ha de decidir quin dels dos homes és el vertader marit de la jove, encara que les veritables intencions del rei és fer seva la jove. Quan esclata la guerra, Quèreas assalta la fortalesa persa de Tir en nom dels rebels egipcis i guanya una batalla naval contra els perses després de reunir-se amb la seva esposa. Cal·lírroe escriu a Dionisi i li demana que eduqui el seu fill i que l’enviï a Siracusa quan es faci gran. Quèreas i Cal·lírroe tornen junts i victoriosos a Siracusa, on la dona agraeix a Afrodita la intercessió en els esdeveniments de tota la història.

## Traducció
El maig del 2024 l’editorial Adesiara publicà per primera vegada la traducció catalana de la novel·la, amb el títol Cal·lírroe, amb traducció de l’hel·lenista català Jaume Almirall i Sardà.